# Görtzhagen
Görtzhagen eller Hartikkalasläkten var en finländsk uradlig frälseätt, enligt gamla släktböcker av danskt ursprung, vilken utgick på svärdssidan 1617 med ståthållaren Hans Johansson till Sorais i Lemo, till Bo och Ålekvarn i Sverige, några år innan Sveriges Riddarhus grundades 1625, varför den aldrig introducerades där som adelsätt.
I sitt vapen förde ätten en tvådelad planta med två blad och långa, tunna, bladskaft och en trekluven rot. (lik ätten Frilles vapen)

## Historia
Ättens medlemmar brukade tillnamnet Görtshagen, Kortshagen eller Görieshagen endast under medeltiden, och skrev sig under 1500-talet till sina gods, Sorais i Lemo socken, Hartikkala i Letala socken samt Tapila i Sagu socken. 

## Släkttavla
Uppställd efter finländska genealogen Jully Ramsays beskrivning i Frälsesläkter i Finland intill stora ofreden.
1. Henrik Görtzhagen. Fogde på Kastelholm 1420 till 1432. Lagman på Åland 1433. Höfvitsman på Åbo slott 1438. Fogde över Satakunta 1442. Bisittare vid landsrätten i Åbo. Gift sannolikt l) med Johanna, som levde änka 1450. Hon hade tidigare varit gift med Rengo Nilsson, stamfader för den yngre släkten Fincke.
  1. Johannes Görtzhagen. Inskriven vid universitet i Rostock 1463. Borgmästare i Åbo 1470. Medlem af Helga tre konungars brödraskap.
  2. Herman Görtzhagen. Inskriven vid universitetet i Rostock 1463.
  3. Albrekt Henriksson, levde 1477. Väpnare. Bevittnade 1477 sin halvbroders, Jöns Rengonens, testamente. Uppförde med sin svärfader, Gunnar Elifsson, Lokalaks kapell, som biskop Magnus Stjernkors invigde. Död barnlös. Gift med Birgitta Gunnarsdotter i Lokalaks, »gamle Olof Balks dotterdotterdotter". Hon fick Pärkiö i Vemo och Järvenperä i Rimito till morgongåva.
    1. Jakob Albrektsson, död före fadern. Gift med Cecilia Hansdotter Fleming. Hon blev omgift med Jöns Spåra, uradel, som levde 1507.

  4. Jakob Henriksson till Sorais i Lemo socken. Bevittnade 1477 med brodern Albrekt deras halfbroders Jöns Rengonens testamente. Gift, enligt gamla släktuppställningar, med Karin Fleming, dotter af Johan Fleming.
    1. Johan Jakobsson till Sorais i Lemo socken. Fick genom sitt gifte Koskis i Vemo och Hartikkala i Letala socken. Avstod 1532 med sin hustrus samtycke Kulju i Birkkala till sin nästa frände Jöns Knutsson (Kurck) mot Tillinperä i Askais kapell socken. Uppförd i frälselängd 1537, och ännu 1556. Gift med Anna Jönsdotter Garp, som levde 1532, dotter till Jöns Andersson Garp, och Margareta Klasdotter (Horn af Kanckas).
      1. Benkt Johansson till Hartikkala i Letala socken. Hertig Johans köksmästare på Åbo slott 1561 till 1563. Övergick till konung Eriks parti och deltog i slottets belägring  hösten 1563. Befallningsman. Ryttmästare 1564. Ställdes 1568, sedan Johan blivit konung under rannsakning för sitt förräderi och skulle „väl förvarad" sändas till-Sverige. Var 1570 benådad och åter ryttmästare för en finsk fana. Befallningsman på Kexholm från 1593 23/2 till 1586/9. Drog till Stockholm 1583 med ädelstenar och lax till konungens behov, samt fick 1583 &/10 försäkran på gods i Sverige „sakfallna efter hans svära, Anna Wvstgöthe, som trädt i ofriburet gifte, och efter hennes son, Erik Jönsson, som slog sin styffader ihjäl". Levde 1591 om sommarn, men är i frälselängd 1592 uppförd såsom avliden. Gift l) med Karin Björnsdotier, som levde 1552, dotter yill riksrådet, riddaren Björn Klasson av adliga Lepassläkten, och Karin Stjernsköld. gift 2) före 1583 med Gunilla Jönsdotter, dotter till Jöns Ulfsson (Soop) och Anna Westgöthe, uradel.
        1. Hans Benktsson till Tapila i Sagu, samt Hartikkala i Letala och Uussaari i Nykyrko socken. »Förnäm finsk adelsman". Var 1599 nyligen hemkommen från Frankrike där han i tolv år tjänat konungarne Henrik III och Henrik IV. Vistades, främmande för de senaste årens händelser i Finland, på sin gård Tapila, då han av hertig Kari vid dennes ankomst i juli 1599 blev efterskickad till svenska flottan och övertalad att ingå i hertigens tjänst. Anvisade genast Kärknäs i Sagu såsom god hamn, därifrån det var lägligt att överraska det finska krigsfolket. Överste över fyra fänikor fotfolk 1600. Ståthållare på Wittensten. Belägrade Kokenhusen i Livland 1601 och förestod samma år jämte Anders Larsson till Botila fältlägret vid Burtnik. Utnämnd till ståthållare på Dorpat 1601; död 1602 därstädes. I juni 1602 rastade hans likfölje på Esbogård, på väg ill Nykyrko kyrka, där han begrovs och hans vapensköld uppsattes. Ogift.
        2. Anna Benktsdotter död 1634, begraven med sin senare man i Nykyrko kyrka under en gravfsten med deras vapen. Gift l) med ståthållaren på Reval, Johan Berndes (n:r 55); gift 2) 1604’23/9 med ståthållaren på Åbo, skattmästaren i Finland, Nils Kijl.
        3. Björn Benktsson, till Tapila i Sagu socken. Ryttare. Fick frälse för skattehemman i Tuulois socken 1597. I borgläger på Viborg 1598; död 1601. Gift med Kerstin Boose. Efter mannens död gifte hon sig 1606 med livländaren Bertil Nieroth (död omkring 1651) som skulle avrättas i Åbo, och räddade därmed livet på honom, efter att ha tiggt om hans benådning, och de bodde tillsammans under svårigheter på Karuna gård, tills han tog ut skilsmässa och reste till Preussen.
          1. Karin, död 1602.

      2. Hans Johansson till Sorais i Lemo socke, till Bo och Ålekvarn i Sverige. Ledamot af hertig Karls nämnd att rannsaka allmogens i Finland klagomål 1596. Befallningsman på Vaxholms befästning 1598. Slottsloven, på Stockholms slott samt befallningsman över Stockholms stad och län 1600 Ståthållare på Åland 1604. Ståthållare på Elfsborg 1606. Ståthållare på Gripsholm 1608 2l/6. Ståthållare på Kalmar 1609. Död 1617, begraven med sina bägge senare hustrur i Tveta kyrka i Sverige, under gravsten med årtal, namn och vapen. Gift l) med Margareta Henriksdotter som 1577 i Åbo slotts mantalslängd finnes bland dem som där sökt skydd undan fiendens mord och tyranni; dotter till Henrik Jönsson av adliga Voltissläkten; 2) efter 1585 med Anna Olofsdotter, i hennes 2) gifte, dotter till hertig Karls hovmästare Olof Henriksson Stengafvel, adlig ointroducrad samt änka efter ståthållaren i Värmland, Schering Eriksson Arp; 3) på Ålekvarn  med Ingeborg Göransdotter, död 1650 på Ålekvarn, dotter till Göran Sigfridsson Stengafvel, och Benkta Andersdotter.
        1. Margareta Hansdotter, till Långholmen. Gift med sin styvmors styvson, Arend Scheringsson, proviantmästare i Narva 1609.
        2. Mana Hansdotter, till Sorais i Lemo socken. Kallas »Ekeblad" i släkttavlor över sin senare mans ätt; död 1639, begraven i domkyrkan i Reval. Gift l) med Evert von Dellvig, som 1612 23/5 fick förläning av hemman i Virmo socken; fdöd före 1615; — 2) omkring 1620 med slottshauptmannen på Revals slott, Jost Taube, stamfader för svenska friherrliga ätten n:r 66 Taube af Kuddinge.

      3. Berndt Johansson.
      4. Erik Johansson till Koskis i Vemo socken. För honom utfärdades 1599 12/n i hertig Karls namn en skrivelse, att som han stilla och roligen utan några hemliga praktiker sig förhållit och eljes är en ålderstigen man och haver intet samtyckt de upproriske finnars företagande, så hava vi honom för den skull detta vårt försvarelsebref meddela låtit till framtida ransakning. Död omkring 1600. Barnlös. Gift med Karin, som levde änka 1609.
      5. Katarina (Karin) Johansdotter, död 1620. Gift l) med ryttaren under hovfanan, Erik Henriksson, av adliga Finskiläsläkten; — 2) med Hans Lax, adlig ointroducerad. Död 1619. Hon testamenterade 1615 3/5 sin morgongåva, Finskilä i Sagu, till sin brordotter Anna Benktsdotter, men ändrade testamentet 1620 på dödsbädden. Katarina försökte tillsammans med sina syskon med ett brev till rådet i Reval få i sin besittning ett parti salt.[3]